# Niska Turnia

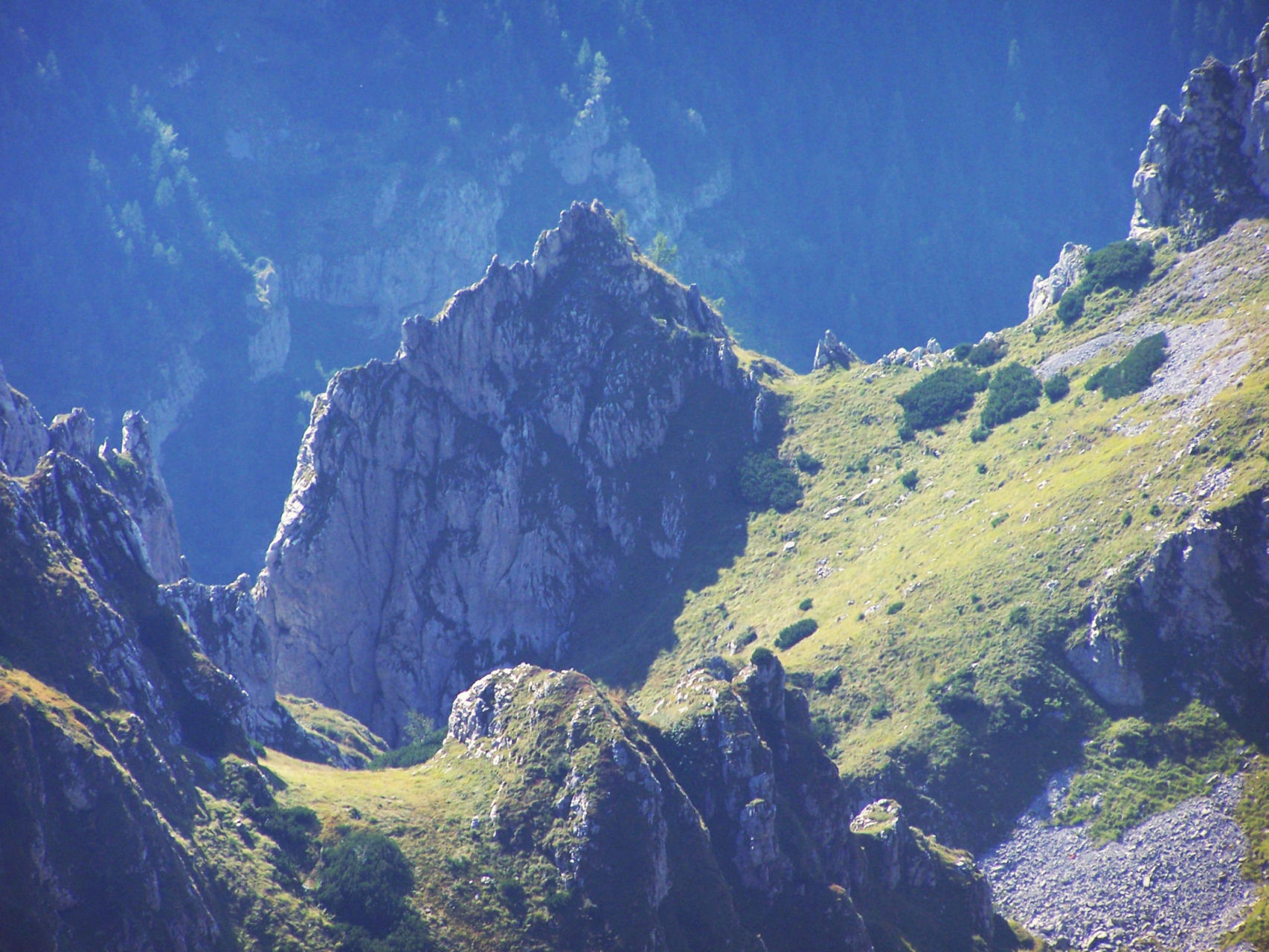
Niska Turnia i Niskie Siodło

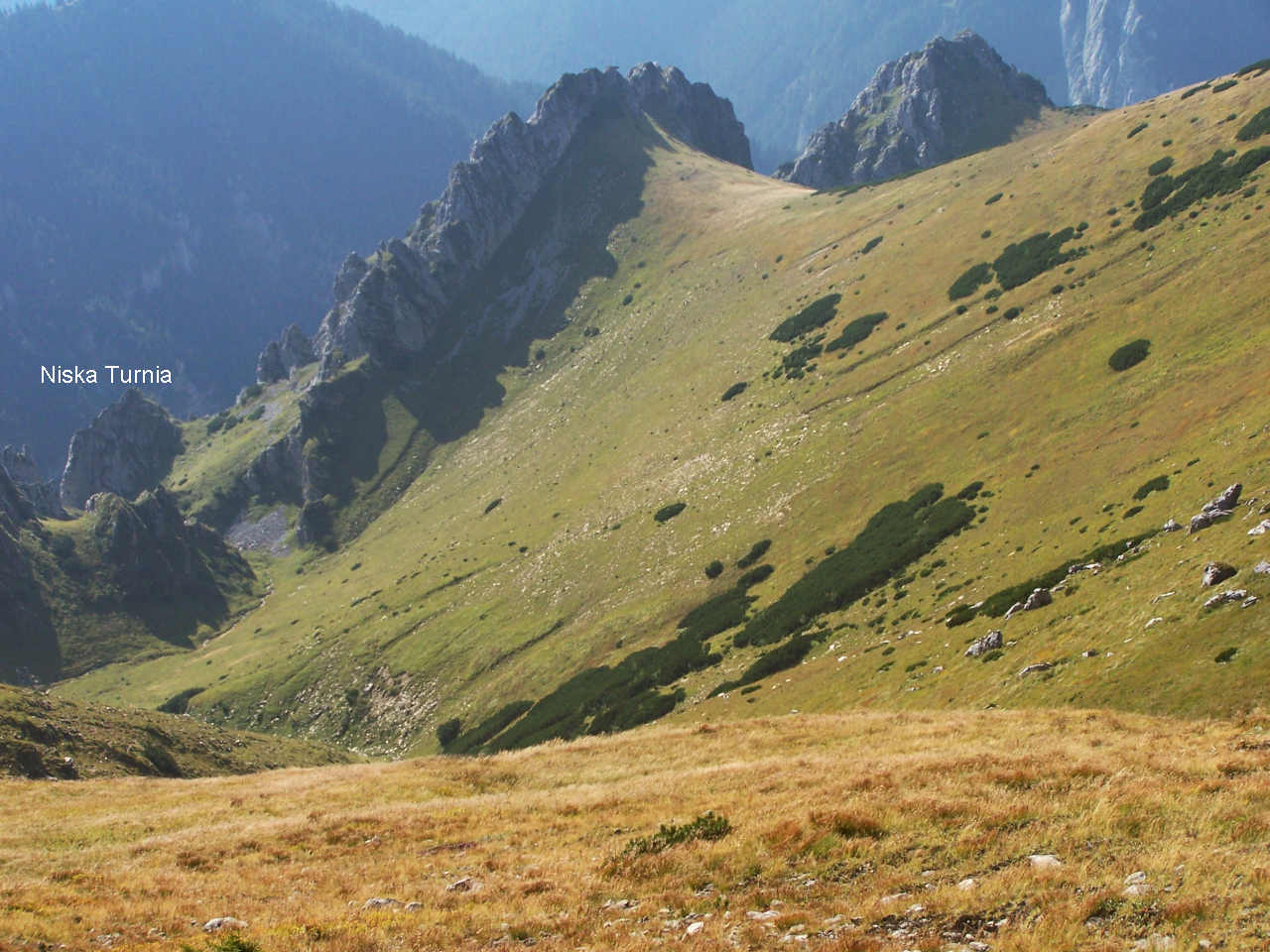
Od lewej: Niska Turnia, Wysoka Turnia, Upłazkowa Turnia

Niska Turnia (ok. 1520 m) – jedna z turni w górnej części Wąwozu Kraków w Dolinie Kościeliskiej w Tatrach Zachodnich. Znajduje się w grzbiecie oddzielającym dwa kotły lodowcowe
Wąwozu Kraków: Zadnie Kamienne i Przednie Kamienne. Grzbiet ten zaczyna się południowo-zachodnią grzędą Upłaziańskiej Kopy (1796 m), która poprzez przełęcz Wysokie Siodło (ok. 1610 m), Wysoką Turnię (1643 m), Niskie Siodło (ok. 1510 m) i Niską Turnię opada do Wąwozu Kraków.
Niska Turnia jest dobrze wyodrębniona i wyraźnie niższa od Wysokiej Turni, od której oddziela ją trawiasta i łatwo dostępna z obydwu stron przełęcz Niskie Siodło. Niska Turnia wznosi się nad Niskim Siodłem tylko 10 m i można na nią wejść z tej przełęczy bez żadnych trudności. Jednak w południowo-zachodnim kierunku, do Wąwozu Kraków (a dokładniej jego części zwanej Żlebem Trzynastu Progów) opada skalisto-trawiastą ścianą o wysokości niemal 200 m. Ściana ta z prawej strony ograniczona jest filarem. Jej lewą część natomiast przecina trawiasty zachód od lewej strony łatwo dostępny, urywający się jednak pionowo do Żlebu Trzynastu Progów. W ścianie tej wytyczono 4 drogi wspinaczkowe o stopniu trudności V-VII.
Wapienne ściany Niskiej Turni, podobnie jak ściany sąsiednich turni oraz cały rejon górnej części Wąwozu Kraków, to prawdziwy ogród botaniczny rzadkich roślin tatrzańskich. Cały ten rejon jest niedostępny turystycznie, jednak Niską Turnię dobrze widać z zielonego szlaku turystycznego prowadzącego z Doliny Tomanowej przez Czerwony Żleb na Chudą Przełączkę.